# AsiaSat 2
AsiaSat 2 (ehemals auch AMOS-5i) war ein Kommunikationssatellit der Asia Satellite Telecommunications Company Limited (kurz AsiaSat) aus Hongkong.

## Geschichte
Der Satellit wurde am 28. November 1995 mit einer chinesischen Trägerrakete Langer Marsch 2E vom Kosmodrom Xichang aus gestartet. Dies war gleichzeitig der Erstflug der FG-46-Oberstufe. Der Start war bereits 1994 geplant, wurde aber wegen eines Fehlers im Telstar-402-Satelliten (der auf dem gleichen Satellitenbus basiert), verschoben. Nach dem Start von AsiaSat 5 soll dieser den Satelliten ergänzen beziehungsweise ab 2011, wenn AsiaSat 2 des Ende seiner Lebensdauer erreicht hat, ersetzen.
Im Jahr 2009 wurde der Satellit an den israelischen Satellitenbetreiber Spacecom geleased. Er wurde daraufhin in AMOS-5i umbenannt und bei 17° Ost stationiert, um den Orbitalslot bis zur Inbetriebnahme von AMOS-5 im Jahr 2011 zu reservieren. Danach erhielt er seine alte Bezeichnung zurück und wurde zunächst auf nach 120° Ost verschoben, wo er bis zur Inbetriebnahme von AsiaSat 6 2014 die Rechte für den Orbitalslot sicherte.
Der Satellit wurde von Lockheed Martin Astro Space auf Basis des AS-7000-Satellitenbusses gebaut und versorgt den asiatischen Raum (vor allem China und angrenzende Länder) mit Fernseh- und Radioprogrammen.